# Kenny Delmar
Pour les articles homonymes, voir Delmar.
Kenny Delmar est un acteur américain né le 5 septembre 1910 à Boston, Massachusetts (États-Unis), décédé le 14 juillet 1984 à Stamford (États-Unis).

## Filmographie
- 1921 : Les Deux Orphelines (Orphans of the Storm) : The Chevalier, as a boy
- 1947 : It's a Joke, Son! : Senator Beauregard Claghorn
- 1949 : School House (série télévisée)
- 1960 : King Leonardo and His Short Subjects (série télévisée) : The Hunter (voix)
- 1962 : Strangers in the City : Mr. Lou
- 1963 : Mack & Myer for Hire (série télévisée)
- 1963 : Tennessee Tuxedo and His Tales (série télévisée) : Yakety Yak / Baldy Eagle / The Hunter / Flunkey / Commander McBragg (voix)
- 1964 : Hoppity Hooper (série télévisée) : Commander McBragg (voix)
- 1964 : Underdog (série télévisée) : The Hunter / Colonel Kit Coyote / Yakety Yak / Baldy Eagle / Commander McBragg (voix)
- 1966 : The Beagles (série télévisée) : Narrator (voix)
- 1968 : Go Go Gophers (série télévisée) : Col. Kit Coyote (voix)